# Testtheorie (Psychologie)
Die Testtheorie stellt einen bedeutenden Teilbereich der Messtheorie dar und findet insbesondere in der Differentiellen Psychologie sowie in der Psychologischen Diagnostik Anwendung.
In der Psychometrie basiert eine Testtheorie auf einem mathematischen Modell, das bestimmte statistische Zusammenhänge zwischen den zu messenden Merkmalen und den empirischen Testwerten beschreibt und vorhersagt. Durch die Durchführung eines Tests wird es möglich, mit Hilfe der Testtheorie von den erzielten Ergebnissen auf die zugrunde liegenden Merkmale der getesteten Person zu schließen.
Ein weiteres zentrales Element der Testtheorie ist die Bereitstellung von Gütekriterien psychodiagnostischer Verfahren, mit deren Hilfe die Qualität eines Tests bewertet und beurteilt werden kann. Diese Gütekriterien sind maßgeblich für die Entwicklung und Optimierung von Tests, da sie sicherstellen, dass die Tests sowohl valide als auch zuverlässig sind. Die Hauptanwendung der Testtheorie liegt daher in der Testkonstruktion, also in der Entwicklung von Tests, die möglichst hohe Qualitätsstandards erfüllen.
Die bekanntesten und am häufigsten verwendeten Modelle in diesem Bereich sind die Klassische Testtheorie und die Probabilistische Testtheorie (auch bekannt als Item Response Theory).

## Bezeichnungen von Tests für das gleiche Konstrukt
Zwei Tests für das gleiche Konstrukt werden (in der Klassischen Testtheorie) wie folgt gegliedert:
- kongenerische Tests: Der Erwartungswert des Tests, der „wahre Wert“ des einen Tests ist eine lineare Funktion des anderen: {\displaystyle \tau '=\alpha \cdot \tau +\beta }
- praktisch τ-äquivalente Tests: Die „wahren Werte“ der Tests unterscheiden sich nur um eine Konstante: {\displaystyle \tau '=\tau +\beta }
- τ-äquivalente Tests: Die „wahren Werte“ stimmen überein: {\displaystyle \tau '=\tau }
- parallele Tests: Die Tests sind τ-Äquivalent und auch die Streuung der Messwerte ist gleich: {\displaystyle \tau '=\tau }; {\displaystyle \varepsilon '=\varepsilon }